# Zielony Staw Gąsienicowy
Der Polnische Grüne See (pl. Zielony Staw Gąsienicowy) in Polen ist ein Gletschersee im Seealmtal (pl. Dolina Zielona Gąsienicowa) in der Hohen Tatra. Er befindet sich in der Gemeinde Zakopane und ist über einen markierten Wanderweg erreichbar. Das Wasser des Sees fließt über den Seealmer Trockenbach ab. 